# 前川善兵衛

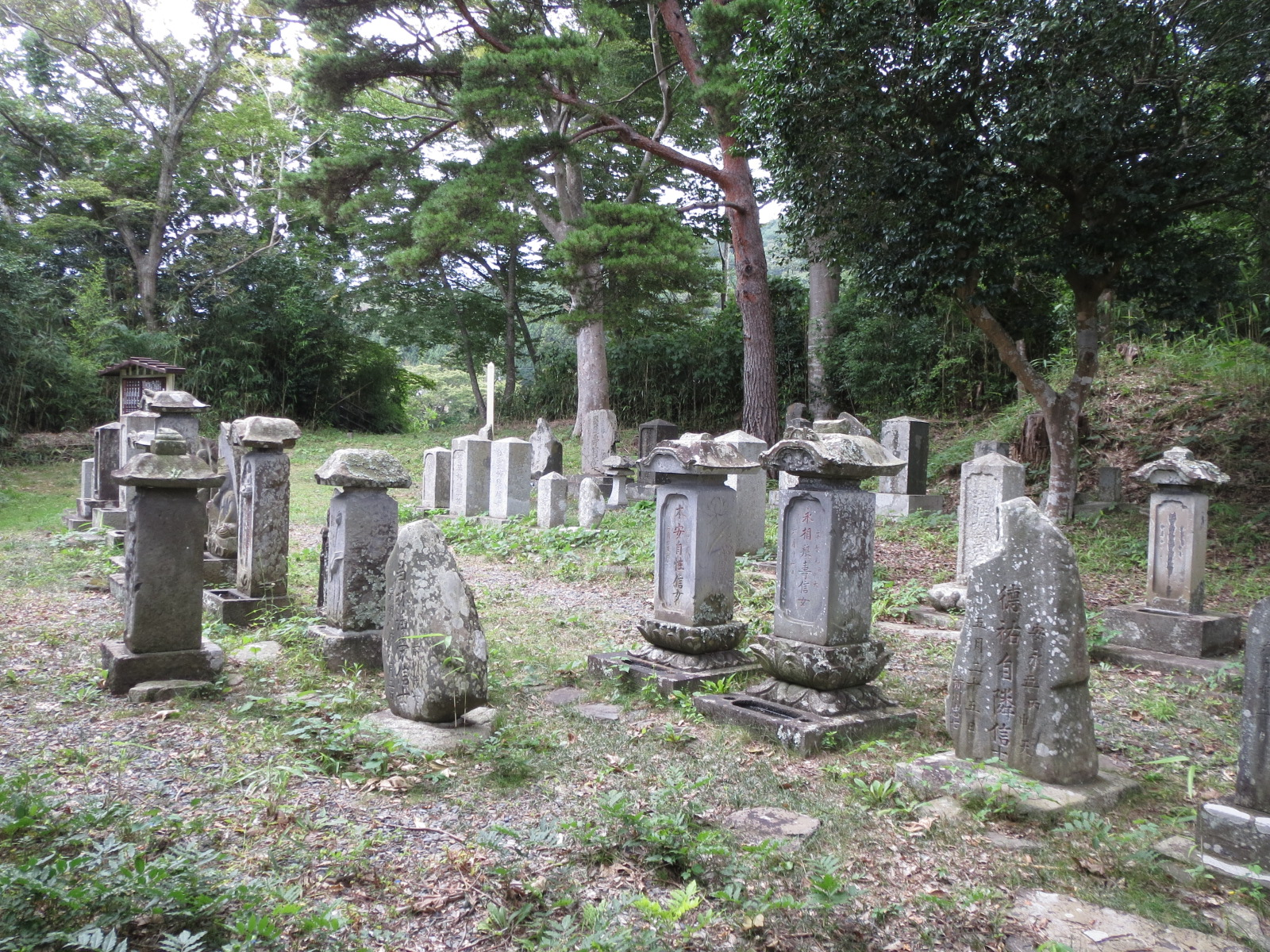
大槌町吉里吉里にある吉里吉里善兵衛歴代の墓

前川 善兵衛（まえかわ ぜんべえ）は、江戸時代、吉里吉里を根拠地にした商人、網元である。長く盛岡藩の御用商人を勤めた。屋号は東屋孫八、通称は吉里吉里善兵衛（きりきり ぜんべえ）。

## 概要
戦国時代、後北条氏に仕えた清水富英は、相模国前川邑（現：小田原市前川）に領地を与えられていた。
しかし、小田原征伐で後北条氏が没落すると、富英は奥州・気仙浦に逃れた。子の富久の代に吉里吉里に移住し、旧領から前川と改姓した。
富久の子の富永から、代々善兵衛と名乗り、廻船問屋、網元、酒・味噌醸造と商売を広げ、盛岡藩の御用商人として栄えた。盛岡藩に多額の融資を行う一方、十分の一税を免除される特権を受けていた。
しかし、1753年（宝暦3年）、4代善兵衛富昌の時、盛岡藩が江戸幕府に日光東照宮修復のお手伝い普請を命じられると、藩は領内の豪商に費用を供出させ、前川家も7500両の出費を余儀なくされた。さらに、宝暦の飢饉では蔵を開いてのべ3万2千人に雑穀を振る舞ったが、追い打ちを掛けるように盛岡藩に献金を要求された。こうしたことが度重なり、前川家の家運も傾き始めた。
6代善兵衛富長は、測量に訪れた伊能忠敬を接待した記録が残るが、船を難破で失うなど本業は苦境が続いた。以降も前川家は存続するが、豪商としての活動は見られなくなり、漁業に専念するようになっていった。
1950年、前川家所蔵の古文書（『前川善兵衛家文書』）が、水産庁によって買い取られた。内容は草創期の1630年（寛永7年）から1917年（大正6年）まで約4700点に及び、水産庁によって江戸時代の漁業・水産物流通の実態を伝える貴重な史料群と評価されている。

## 歴代当主
- 初代：甚右ェ門富久（ - 1677年 延宝5年）
吉里吉里浦に移住してからの初代。常陸方面の貿易商との関係があり、海産物を扱っていた。
- 2代：善兵衛富永（1638年 - 1709年 宝永6年）
前川家を不動のものとした興基の祖。藩に930両も貸していたほどの貿易商で、後にそれを全額藩に返納し、交易船200石分の御免責証文を貰う。この代から苗字帯刀を許される。
- 3代：善兵衛助友（1678年 - 1746年 延享3年）
代官所下の地方侍だったが、元文3（1738年）、父の隠居と共に家業を継ぐ。
- 4代：善兵衛富昌（1691年 - 1763年 宝暦13年）
野田の中野勘右ェ門という給人の家から養子となり、助友の跡を継ぎ善兵衛を襲名する。
- 5代：善兵衛富能（1723年 - 1801年 享和元年）
- 6代：善兵衛富長（1772年 - 1843年 天保13年）
- 7代：善十郎富命（1785年 - 1830年 文政13年）
- 8代：善兵衛富壽（1812年 - 1884年 明治17年）